# Danh sách vua Athena
Trước thời kỳ của nền dân chủ, bạo chúa và những chấp chính quan Athena, thành bang Athena được cai trị bởi những vị vua. Hầu hết trong số này có thể là huyền thoại hoặc chỉ đúng một nửa lịch sử. Danh sách dưới đây dựa trên nguồn tài liệu của sử gia kiêm Giám mục Thiên Chúa giáo sống vào thế kỷ IV là Eusebius xứ Caesarea đưa ra.

## Vua Athena

### Sơ khai
Ba vị vua được cho là đã cai trị thành bang trước trận lũ lụt trong huyền thoại về Deucalion.  
- Periphas
- Ogyges (Vua xứ Agea, không phải Athena)
- Actaeus

### Truyền thuyết
Cecrops được coi là vị vua thật sự đầu tiên của Athena, dù theo truyền thuyết ông là nửa người nửa rắn. Niên đại các đời vua sau đây được các nhà sử học của thời kỳ Hy Lạp hóa phỏng đoán mấy thế kỷ sau bằng cách tham khảo các nguồn tài liệu cổ xưa như cuốn Biên niên sử xứ Parian. Không những vậy mà hiện nay ngành niên đại học đã có thể xác minh về mặt khoa học. Truyền thống nói rằng vua Menestheus đã tham gia vào cuộc chiến thành Troy, và Codrus, vị vua cuối cùng, là một trong những người đã đẩy lùi cuộc xâm lược Attica của người Dorian.        
- Cecrops I 1556 - 1506 TCN. 50 năm—Băng hà
- Cranaus 1506 - 1497 TCN. 9 năm—Truất ngôi
- Amphictyon 1497 - 1487 TCN. 10 năm—Truất ngôi
- Erichthonius 1487 - 1437 TCN. 50 năm—Băng hà
- Pandion I 1437 - 1397 TCN. 40 năm—Tự sát
- Erechtheus 1397 - 1347 TCN. 50 năm—Băng hà
- Cecrops II 1347 - 1317 TCN. 30 năm—Truất ngôi
- Chyrasos 1317 - 1292 TCN. 25 năm—Truất ngôi
- Pandion II 1292 TCN - 1291 TCN. Vài tháng—Tự sát
- Metion 1291 TCN - 1291 TCN. Vài tháng—Truất ngôi
- Aegeus 1291 TCN - 1234 TCN. 57 năm—Tự sát
- Theseus 1234 - 1204 TCN. (hoặc 1213 TCN).
- Menestheus 1204 - 1181 TCN (hoặc 1213 - 1191 TCN).
- Demophon 1181 - 1147 TCN.
- Oxyntes 1147 - 1135 BC.
- Apheidas 1135 - 1134 BC.
- Thymoetes 1134 - 1126 BC.

### Cuối cùng
Melanthus đã bị đuổi khỏi vương quốc của mình ở Pylos sang Athena sống lưu vong, tại đây chính Thymoestes đã tự mình nhường ngôi cho ông.     
- Melanthus 1126 - 1089 TCN.
- Codrus 1089 - 1068 TCN.

Sau khi Codrus mất, hai người con của ông là Medon và Acastus đều nối ngôi vua, hoặc trở thành những chấp chính quan cha truyền con nối. Vào năm 753 TCN, tước vị chấp chính quan cha truyền con nối đã được thay thế bằng một hệ thống không thừa tự (xem thêm Quan chấp chính Athena)